# Бенкс Тауншип (округ Індіана, Пенсільванія)
Бенкс Тауншип (англ. Banks Township) — селище (англ. township) в США, в окрузі Індіана штату Пенсільванія. Населення — 899 осіб (2020).

## Демографія
Згідно з переписом 2010 року, у селищі мешкало 1018 осіб у 372 домогосподарствах у складі 291 родини. Було 476 помешкань
Расовий склад населення:
| - 98,9 % — білих - 0,5 % — корінних американців - 0,2 % — чорних або афроамериканців |

До двох чи більше рас належало 0,4 %. Частка іспаномовних становила 1,4 % від усіх жителів.
За віковим діапазоном населення розподілялося таким чином: 26,4 % — особи молодші 18 років, 61,5 % — особи у віці 18—64 років, 12,1 % — особи у віці 65 років та старші. Медіана віку мешканця становила 39,4 року. На 100 осіб жіночої статі у селищі припадало 102,8 чоловіків;  на 100 жінок у віці від 18 років та старших — 109,2 чоловіків також старших 18 років.
Середній дохід на одне домашнє господарство  становив 59 413 долари США (медіана — 50 069), а середній дохід на одну сім'ю — 63 739 доларів (медіана — 51 719). Медіана доходів становила 43 542 долари для чоловіків та 26 625 доларів для жінок. За межею бідності перебувало 12,7 % осіб, у тому числі 12,7 % дітей у віці до 18 років та 16,4 % осіб у віці 65 років та старших.
Цивільне працевлаштоване населення становило 442 особи. Основні галузі зайнятості: освіта, охорона здоров'я та соціальна допомога — 19,0 %, виробництво — 16,3 %, транспорт — 13,1 %, будівництво — 11,3 %.